# Spilosoma gerda
Spilosoma gerda là một loài bướm đêm thuộc phân họ Arctiinae, họ Erebidae.